# Rosa 'Perla de Alcanada'
'Perla de Alcanada' (el nombre de la obtención registrada 'Perla de Alcanada'), es un cultivar de rosa miniatura que fue conseguido en España en 1944 por el rosalista catalán P. Dot. También se conoce por el nombre 'Baby Crimson'. Es una de las rosas más conocidas del mundo.

## Descripción
Rosa 'Perla de Alcanada' es una rosa moderna cultivar del grupo miniatura.
El cultivar procede del cruce de 'Perle des Rouges'  x 'Rouletii'. Las formas arbustivas del cultivar tienen un porte erguido y alcanza de 15 a 30 cm de alto. Las hojas son de color verde claro y brillante. Sus delicadas flores de color rosa intenso-carmín son de tamaño medio de 1 pulgada, con 18 pétalos. Semi-dobles (9-16 pétalos). Forma flor pequeña. Florece en oleadas a lo largo de la temporada.
Esta rosa es popular entre los jardineros, ya que es muy espinoso, resistente y soporta la sombra. Es compatible con frío y resiste la enfermedad.

## Origen
El cultivar fue desarrollado en España por el prolífico rosalista catalán P. Dot en 1944. 'Perla de Alcanada' es una rosa híbrida diploide con ascendentes parentales de 'Perle des Rouges'  x 'Rouletii'.
La obtención fue registrada bajo el nombre cultivar de 'Perla de Alcanada' por P. Dot en 1944 y se le dio el nombre comercial de 'Perla de Alcanada'.
El cultivar también se conoce como 'Baby Crimson', 'Pearl of Canada', 'Titania' y 'Wheatcroft's Baby Crimson'.

## Cultivo
Aunque las plantas están generalmente libres de enfermedades, es posible que sufran de punto negro en climas más húmedos o en situaciones donde la circulación de aire es limitada.
Las plantas toleran la sombra, a pesar de que se desarrollan mejor a pleno sol. En América del Norte son capaces de ser cultivadas en USDA Hardiness Zones 6b a 9b. La resistencia y la popularidad de la variedad han visto generalizado su uso en cultivos en todo el mundo.
Las flores son adecuadas para su uso como flor cortada. Tanto la forma de arbustos y estándar injertado pueden ser cultivadas en contenedores grandes.

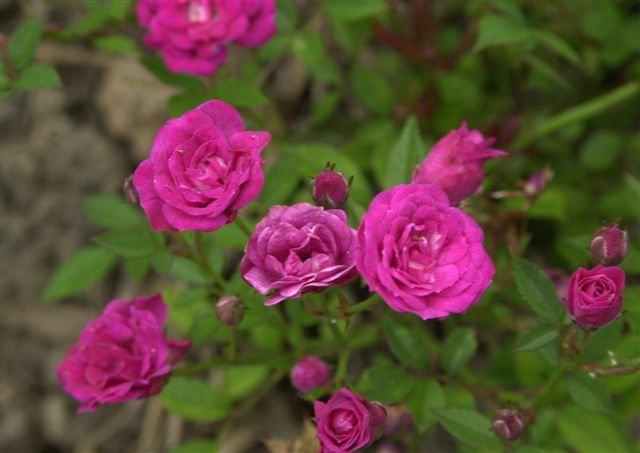
Rosa 'Perla de Alcanada' (P. Dot, 1944).
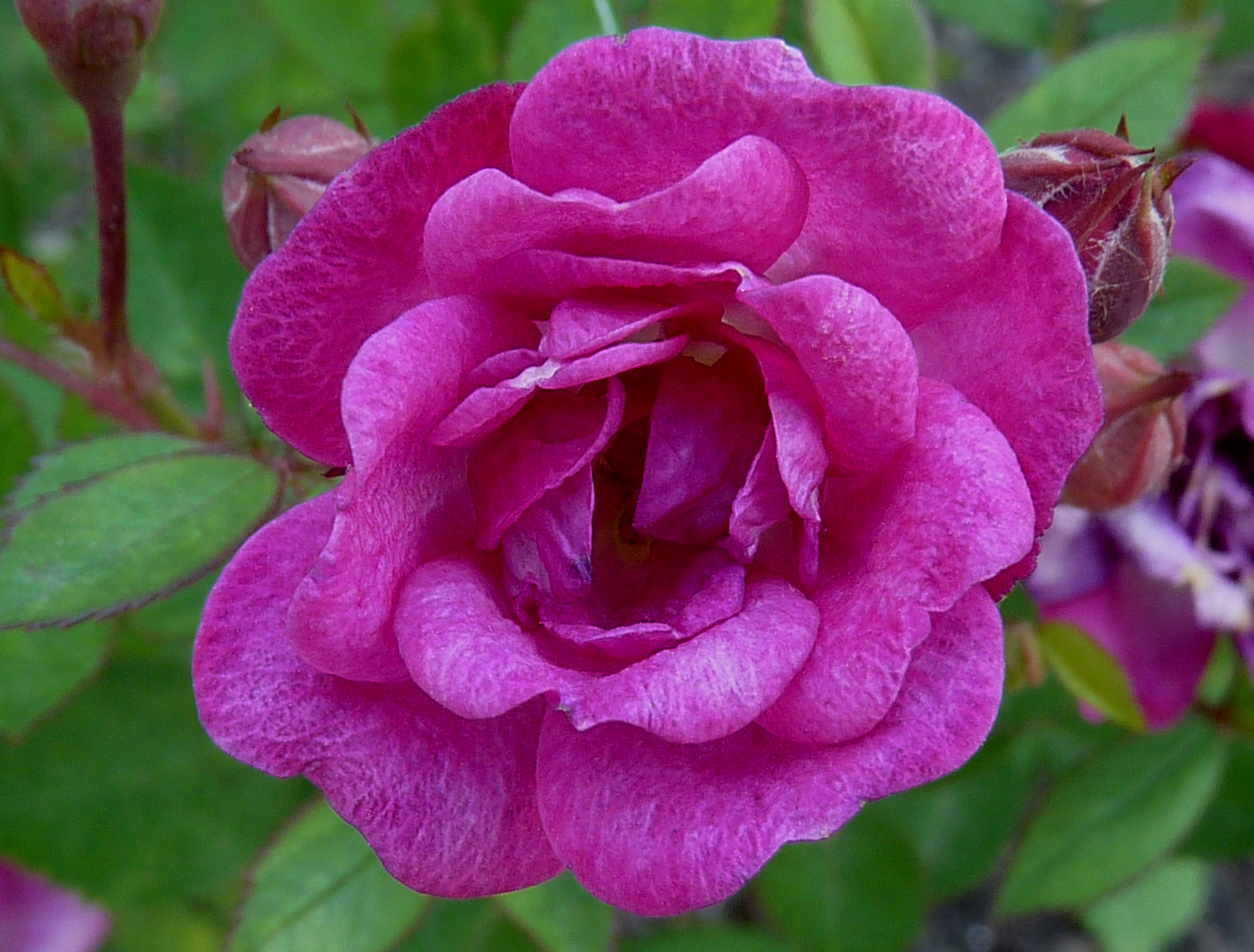
Rosa 'Perla de Alcanada' (Pedro Dot, 1944), en la "International rose garden of Kortrijk", (Belgium)-Bélgica.
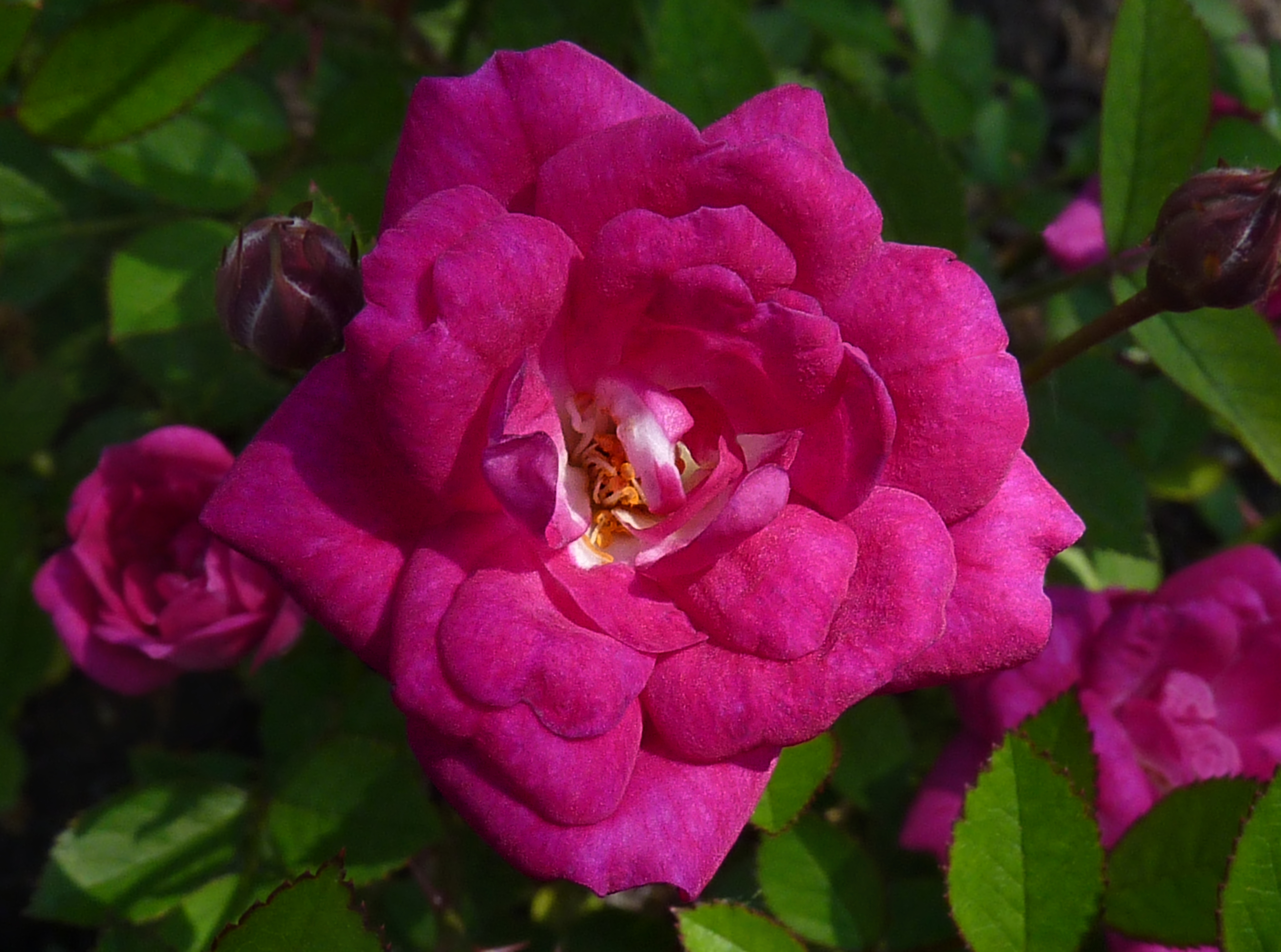
Rosa 'Perla de Alcanada' (Pedro Dot, 1944), en la "Roseraie internationale de Courtrai", (Belgique)-Bélgica.